# Нестуля Олексій Олексійович
Олексій Олексійович Нестуля (нар. 25 березня 1957) — доктор історичних наук, професор, ректор Полтавського університету економіки і торгівлі, лауреат Державної премії України в галузі науки і техніки, заслужений працівник освіти України. Голова правління Полтавської обласної організації Національної спілки краєзнавців України, член правління НСКУ.

## Біографія
Народився у с. Веселому, тепер — Первомайського р-ну, Харківської області.
1974 — закінчив середню школу селища Руська Поляна Черкаського району Черкаської області та вступив на навчання до Полтавського державного педагогічного інституту (нині університет) ім. В. Г. Короленка на історичний факультет.
У студентські роки був Ленінським стипендіатом, очолював раду відмінників інституту, брав активну участь у художній самодіяльності та роботі студентських будівельних загонів.
1978 — з відзнакою закінчив інститут і отримав направлення на кафедру історії КПРС Кіровоградського державного педагогічного інституту ім. О. С. Пушкіна.
Листопад 1978 — травень 1980 — служив у Збройних Силах СРСР.
Після демобілізації розпочав роботу на посаді асистента кафедри історії СРСР та УРСР Полтавського державного педагогічного інституту ім. В. Г. Короленка.
Листопад 1981 — січень 1985 — навчався в аспірантурі Київського університету ім. Т. Г. Шевченка. Після її закінчення повернувся на кафедру історії ПДПІ ім. В. Г. Короленка, де працював до 1992 р. на посадах асистента, старшого викладача, доцента.
1985—1987 — виконував обов'язки проректора педінституту з виховної роботи.
1986 — захистив кандидатську дисертацію з історії України. 1990 — присвоєно вчене звання доцента кафедри історії СРСР та УРСР.
1992—1995 — перебував у докторантурі Інституту історії України НАН України. 1996 — захистив докторську дисертацію «Церковна старовина України 1917—1941 рр.»
1997—1999, 2003 — працював заступником голови Полтавської обласної державної адміністрації.
2000—2003 — завідувач кафедри філософії і політології Полтавського університету споживчої кооперації України. 2003 присвоєно вчене звання професора кафедри історії та кооперативного руху.
З 2003 — головний редактор «Наукового вісника Полтавського університету споживчої кооперації України».
28 листопада 2003 — обраний ректором Полтавського університету споживчої кооперації України.
Із 2006 очолює Полтавську обласну організацію Національної спілки краєзнавців України.

## Нагороди та відзнаки
- Заслужений працівник народної освіти України (1993)
- Орден «За заслуги» III ступеня (2007)[1]
- Грамота Верховної Ради України «За заслуги перед Українським народом» (2007)
- Почесна грамота Кабінету Міністрів України (2007)
- Нагрудний знак Міністерства освіти і науки України «Петро Могила» (2007)
- Почесною трудова відзнака «Знак Пошани» Центральної спілки споживчих товариств України (2007)
- Державна премія України в галузі науки і техніки (2008) — за роботу "Система управління фінансами в галузі освіти і науки"[2]
- Орден «За заслуги» II ступеня (2011)[3]
- Премія імені Дмитра Яворницького Національної спілки краєзнавців України (2015)
- Почесна грамота Верховної Ради України «За особливі заслуги перед Українським народом» (2016)